# Mariano Egea Gallar
Mariano Egea Gallar (Múrcia, 8 de setembre de 1777 – La Granja de San Ildefonso, 9 de novembre de 1841) va ser un militar i polític espanyol.

## Biografia
Ingressa en 1794 en la Companyia del Rosselló, on exerceix des de 1798 el càrrec d'oficial agregat a al Direcció de Provisions i Queviures. Aquest mateix any és oficial de la Comptaduria principal de Propis i Arbitris de Múrcia. En 1800 és nomenat oficial de la Tresoreria de l'Exèrcit de València, on, entre 1812 i 1816, exerceix de comptador general de Rendes. En 1818 accedeix a la Junta de Contribucions i Estadística de València.
Liberal convençut, en començar el Trienni liberal, és nomenat director general de Rendes. En 1822 és intendent de València i director general de Contribucions directes. El 6 d'agost de 1822 és nomenat finalment  secretari d'Estat i del despatx d'Hisenda interí fins al 28 d'abril de 1823. Després de la dècada ominosa és, de nou, ministre interí d'Hisenda en 1836. De 1837 a 1840 fou senador per València. Va pertànyer a la francmaçoneria.